# Leucania uda
Leucania uda là một loài bướm đêm trong họ Noctuidae.

## Hình ảnh

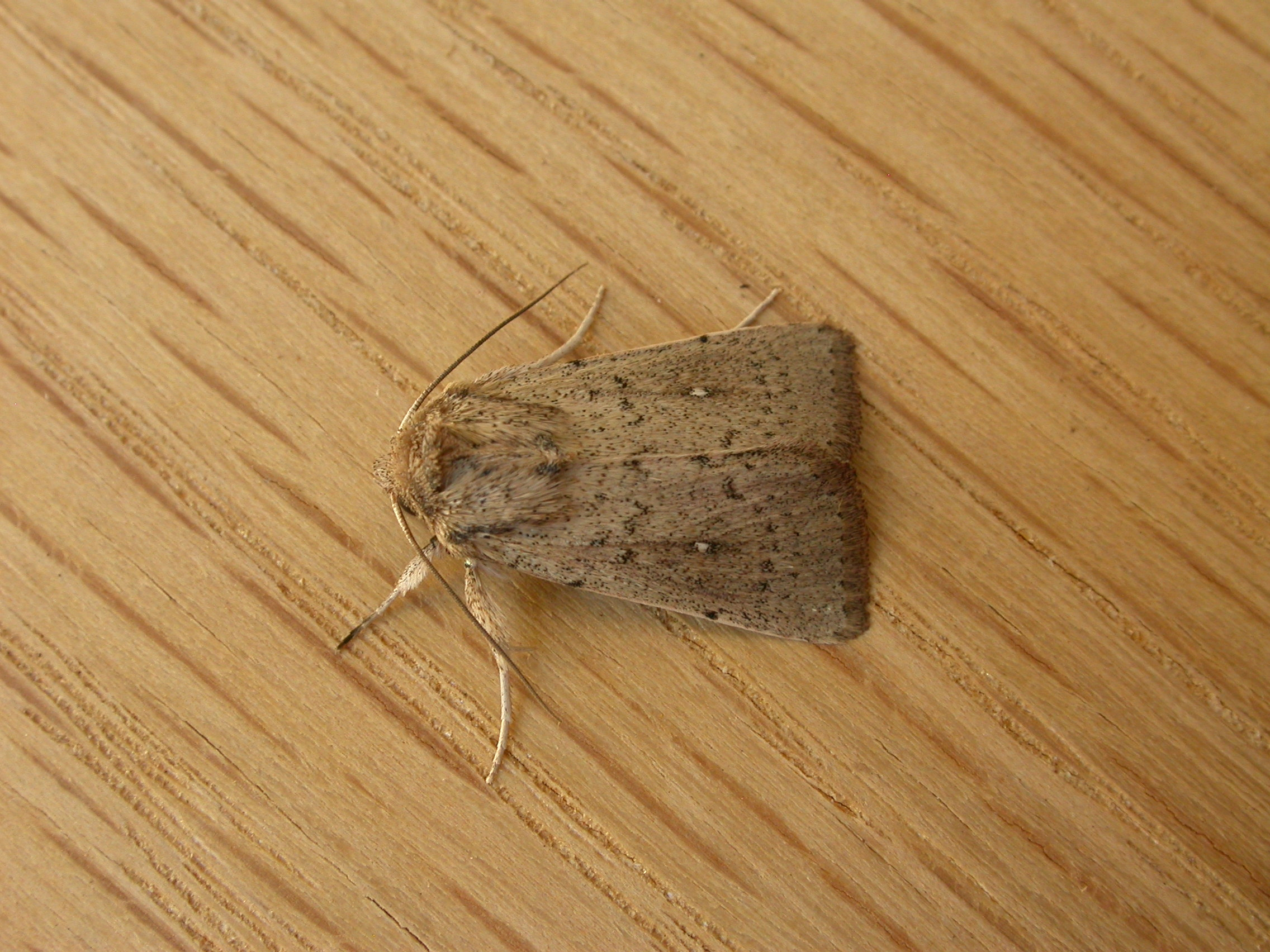
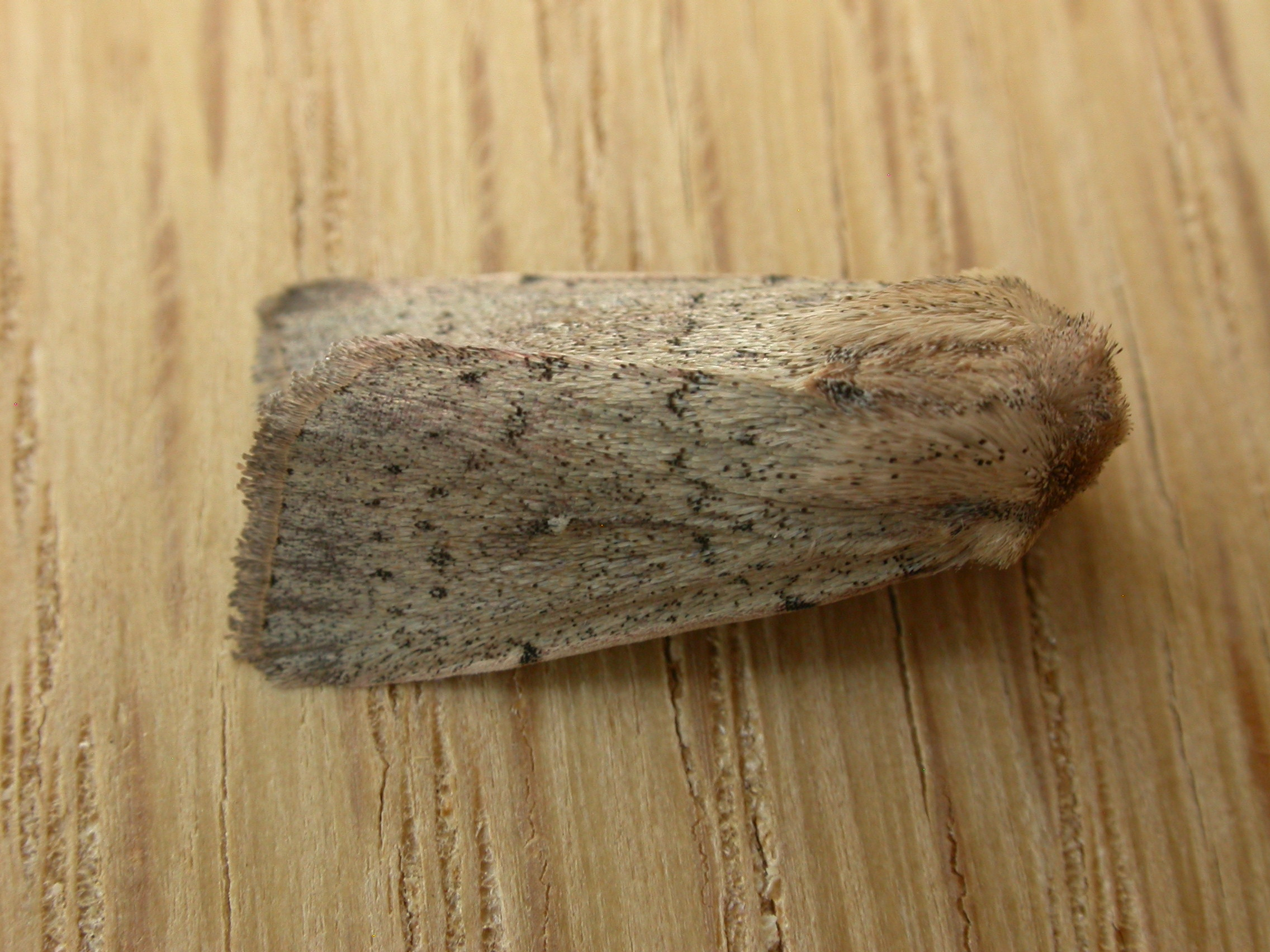
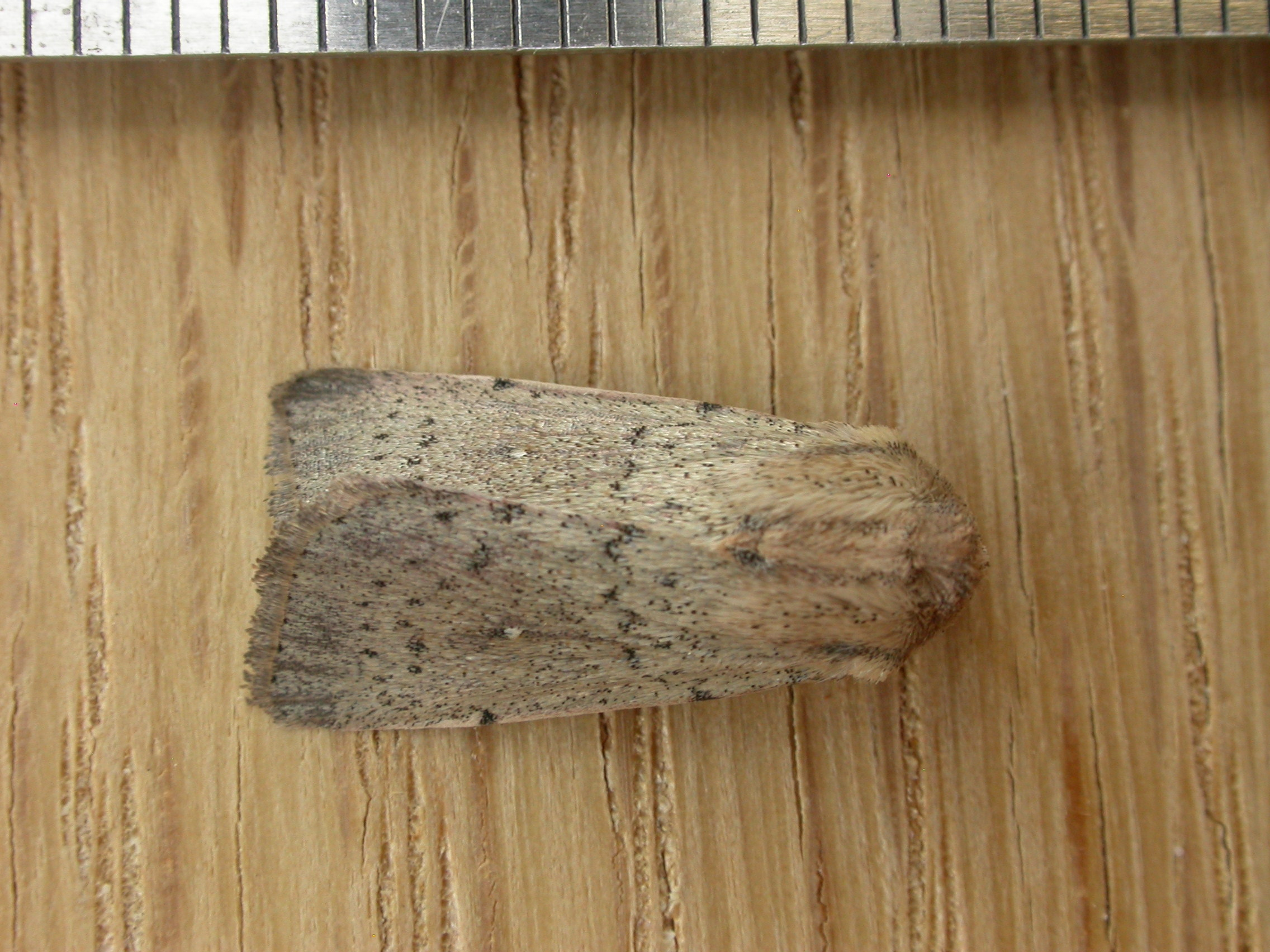